# Quận Clay, Missouri
Quận Clay là một quận thuộc tiểu bang Missouri, Hoa Kỳ. Theo điều tra dân số năm 2000 của Cục điều tra dân số Hoa Kỳ, quận có dân số 184.006 người 2, ước tính dân số năm 2008 là 215.707 người. Quận lỵ đóng ở Liberty6. Quận được tổ chức năm 1822 và được đặt tên theo dân biểu Hạ viện Hoa Kỳ Henry Clay từ Kentucky, sau này là thượng nghị sĩ Thượng viện Hoa Kỳ và Ngoại trưởng Hoa Kỳ.

## Địa lý
Theo Cục điều tra dân số Hoa Kỳ, quận có tổng diện tích km2, trong đó có km2 là diện tích mặt nước.

## Thông tin nhân khẩu
Theo điều tra dân số 2 năm 2000, quận đã có dân số 184.006 người, 72.558 hộ gia đình, và 50.137 gia đình sống trong quận hạt. Mật độ dân số là 464 người trên một dặm vuông (179/km ²). Có 76.230 đơn vị nhà ở mật độ trung bình của 192 trên một dặm vuông (74/km ²). Cơ cấu dân tộc của cư dân sinh sống ở quận này bao gồm 92,46% người da trắng, 2,66% người Mỹ gốc Phi, 0,48% người Mỹ bản xứ, 1,35% châu Á, Thái Bình Dương 0,09%, 1,18% từ các chủng tộc khác, và 1,78% từ hai hoặc nhiều chủng tộc. 3,58% dân số là người Hispanic hay Latino thuộc một chủng tộc nào. 23,3% là người gốc Đức, 14,5% người Mỹ, 11,0% người gốc Anh, 10,8% và 5,6% Ailen gốc Ý theo điều tra dân số năm 2000.
Có 72.558 hộ, trong đó 33,80% có trẻ em dưới 18 tuổi sống chung với họ, 55,40% là đôi vợ chồng sống với nhau, 10,20% có nữ hộ và không có chồng, và 30,90% là không lập gia đình. 25,20% hộ gia đình đã được tạo ra từ các cá nhân và 7,40% có người sống một mình 65 tuổi hoặc cao tuổi hơn. Cỡ hộ trung bình là 2,50 và cỡ gia đình trung bình là 3,00.
Trong quận này cơ cấu độ tuổi dân cư bao gồm 25,80% dưới độ tuổi 18, 8,70% 18-24, 32,30% 25-44, 22,30% từ 45 đến 64, và 10,80% từ 65 tuổi trở lên. Độ tuổi trung bình là 35 năm. Đối với mỗi 100 nữ có 94,60 nam giới. Đối với mỗi 100 nữ 18 tuổi trở lên, đã có 91,80 nam giới.
Thu nhập trung bình cho một hộ gia đình trong đã đạt mức USD 48.347, và thu nhập trung bình cho một gia đình là USD 56.772. Phái nam có thu nhập trung bình USD 40.148 so với 27.681 USD của phái nữ. Thu nhập bình quân đầu người là 23.144 USD. Có 3,80% gia đình và 5,50% dân số sống dưới mức nghèo khổ, trong đó có 6,40% những người dưới 18 tuổi và 5,50% của những người 65 tuổi hoặc hơn.